# Скуришенська
Скуришенська (рос. Скуришенская) — станиця у Кумилженському районі Волгоградської області Російської Федерації.
Населення становить 799 осіб. Входить до складу муніципального утворення Глазуновське сільське поселення.

## Історія
Хутір розташований у межах українського історичного та культурного регіону Жовтий Клин.
Згідно із законом від 14 лютого 2005 року № 1006-ОД органом місцевого самоврядування є Глазуновське сільське поселення.

## Населення
| 2010 |
| ---- |
| 799  |